# Santa Maria de Fonteta
Santa Maria de Fonteta és una església del nucli de Fonteta al municipi de Forallac (Baix Empordà) protegida com a bé cultural d'interès local.

## Descripció
El temple de Santa Maria és d'una sola nau, coberta amb volta de canó. La façana presenta una porta d'accés d'arc de mig punt amb pilastres, fris i cornisa de tipus clàssic.

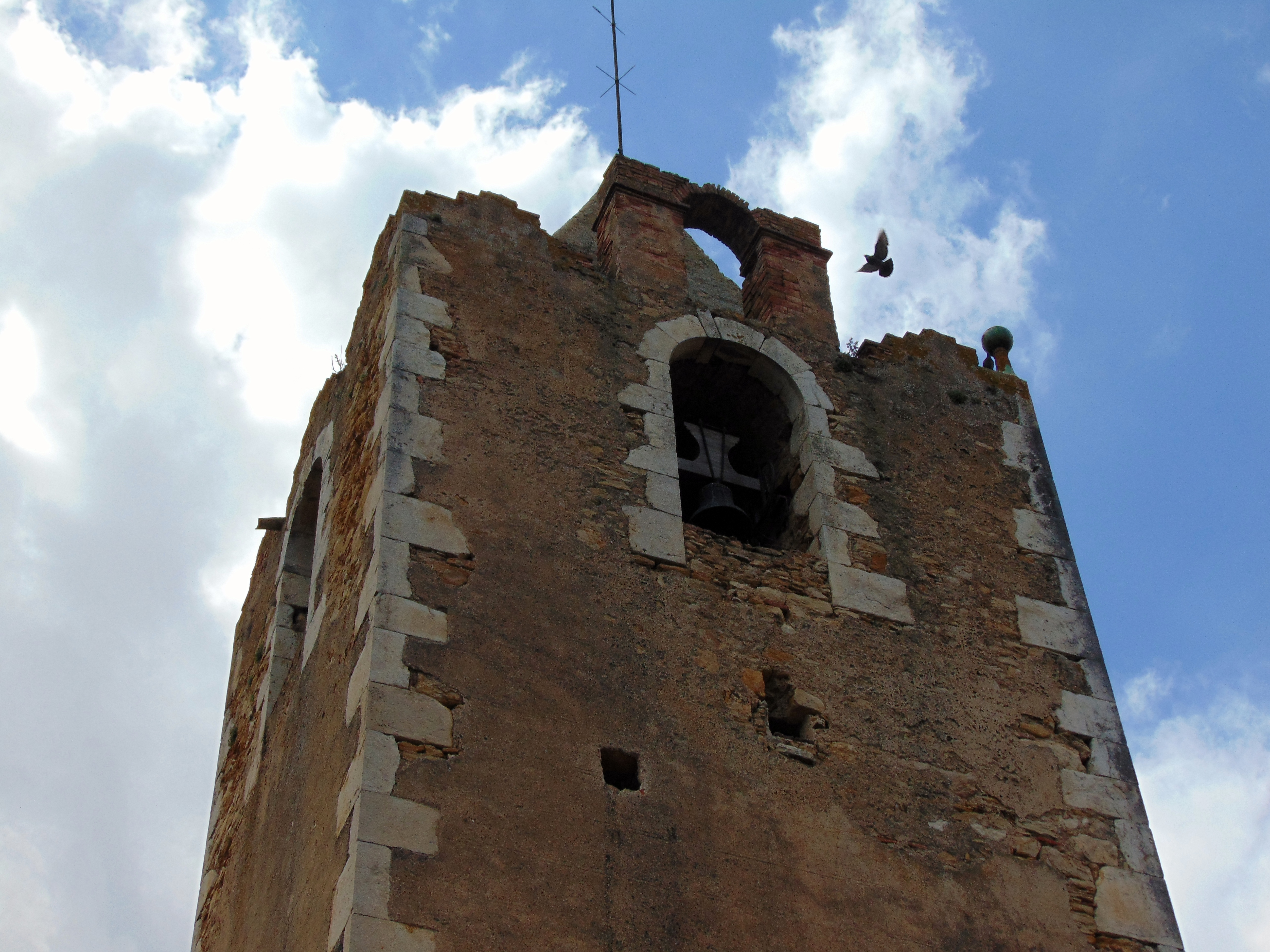
Campanar

 Al seu damunt hi ha una rosassa. La capçalera és plana, i a la banda de migdia hi té el campanar, de base quadrada, obertures d'arc de mig punt i coberta de pavelló.

## Història
L'església de Santa Maria de Fonteta està situada al nucli del mateix nom. Apareix documentada des del 1057 com a sufragània de Santa Maria de la Bisbal. És un temple romànic, probablement bastit el segle xi, amb moltes reformes posteriors. De la construcció medieval conserva la primitiva nau; la façana presenta una portalada renaixentista; durant el segle xviii se substituí el primitiu absis per una capçalera plana, i el campanar va ser bastit l'any 1755.